# Cattedrale di Trondheim

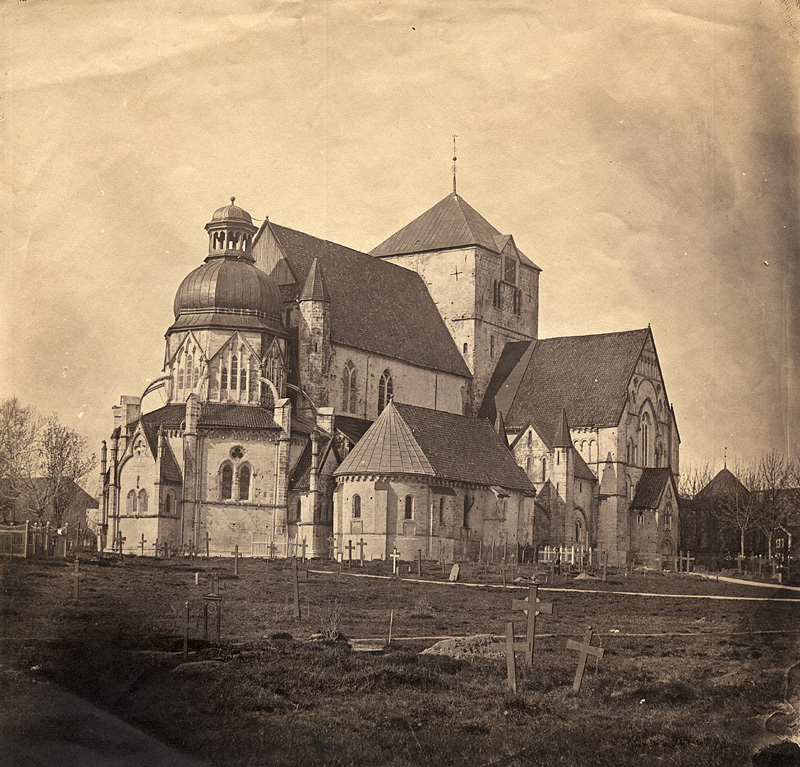
La cattedrale nel 1857.

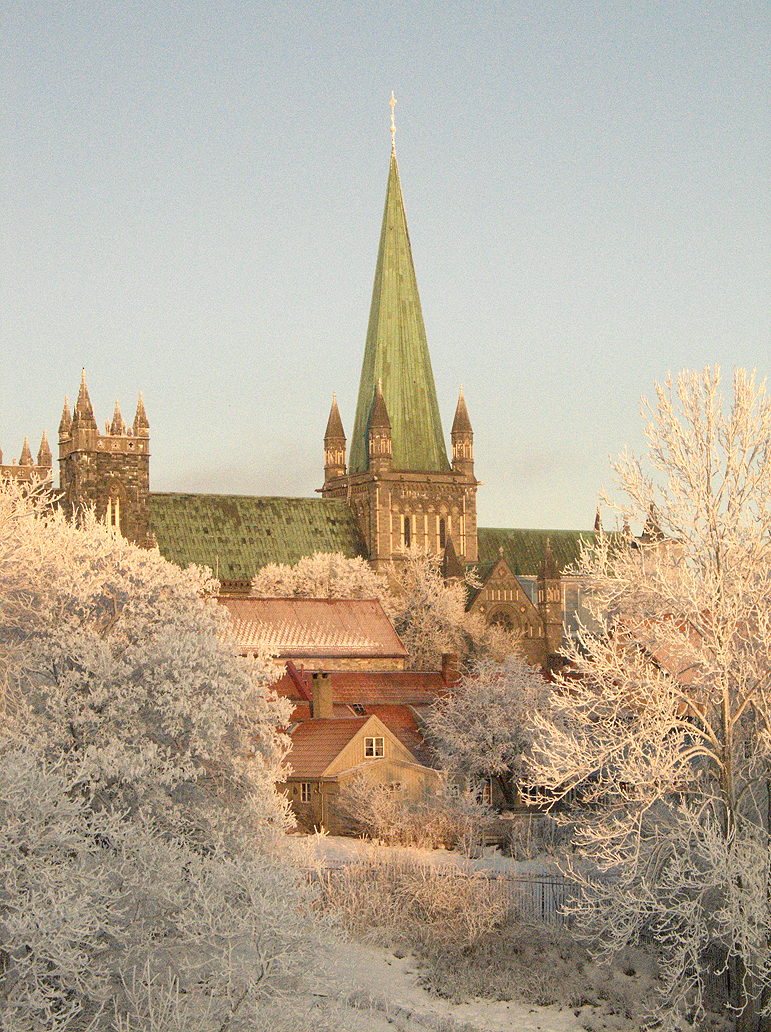
Foto rappresentante la cattedrale di Trondheim nella stagione invernale.

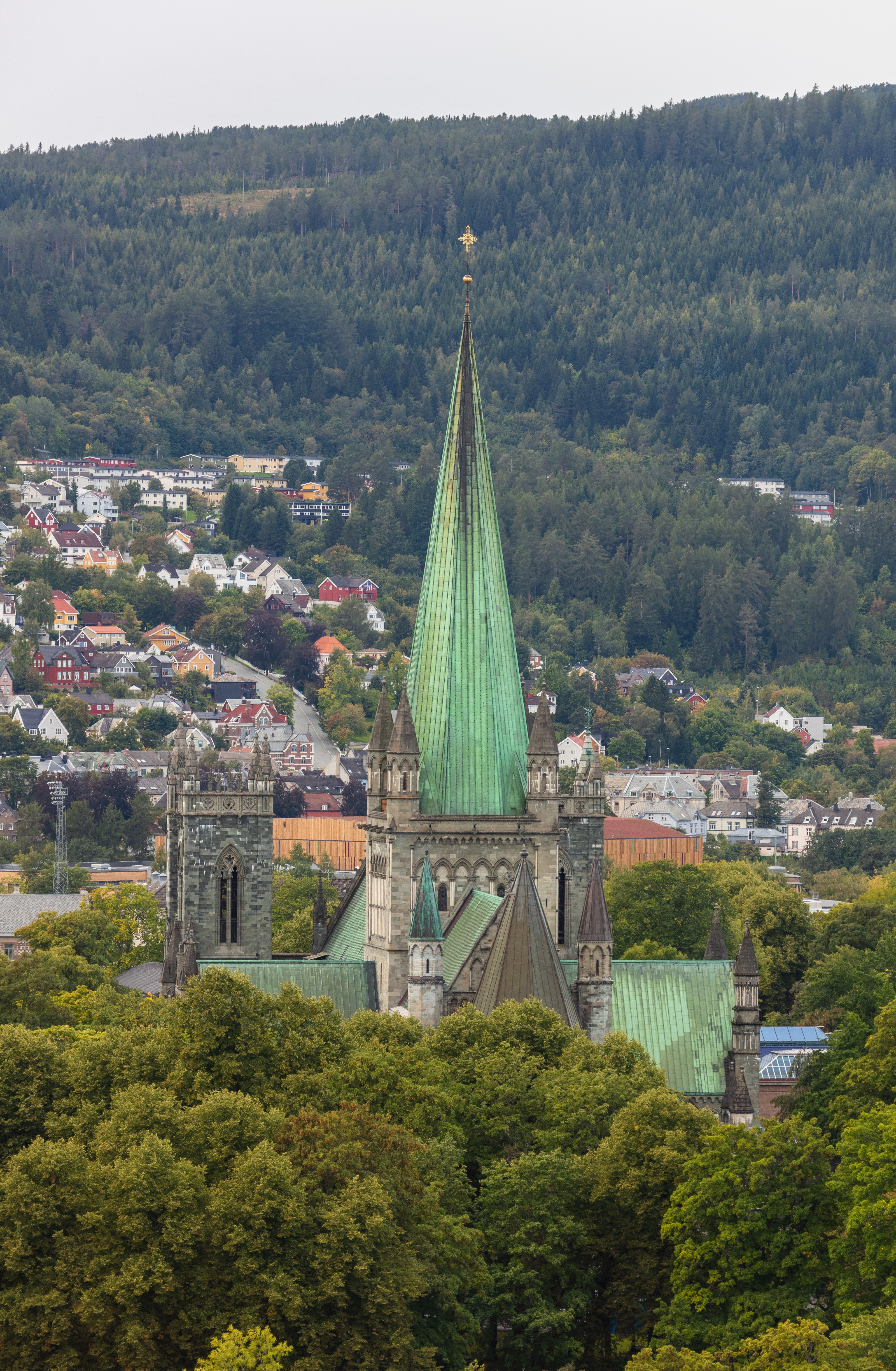
La cattedrale tra la vegetazione.

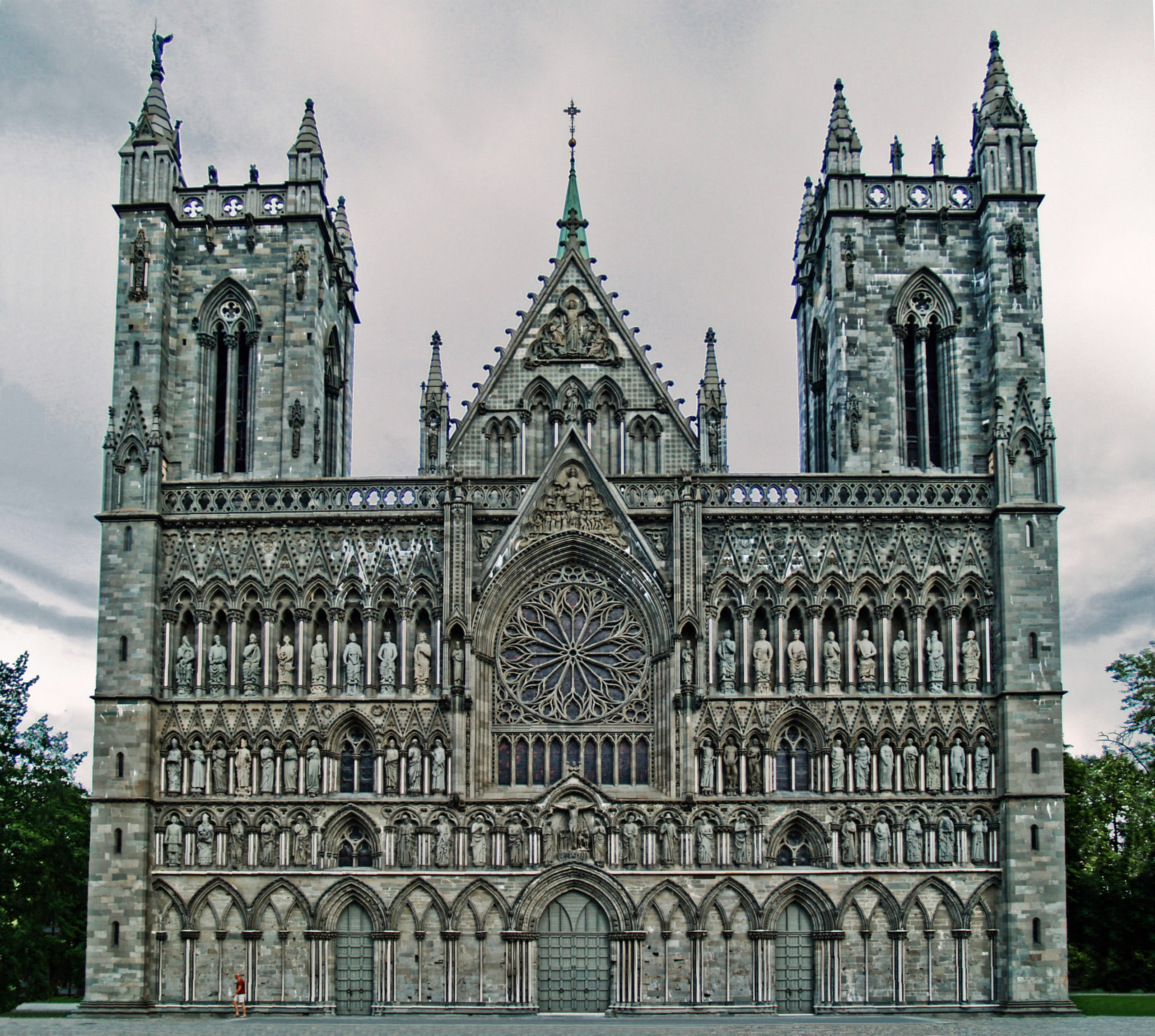
Vista della cattedrale, facciata ovest.

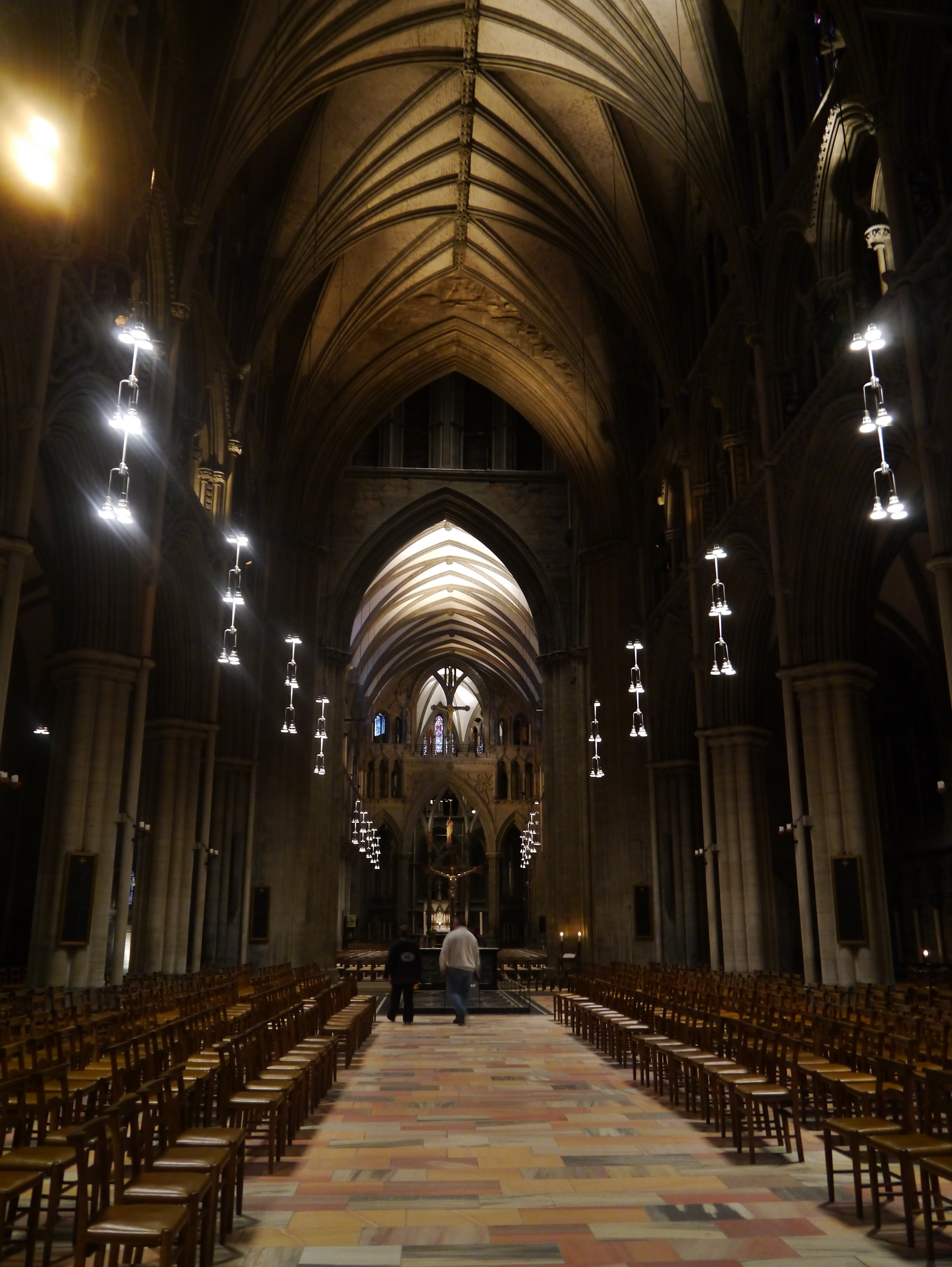
Interno della cattedrale.

La cattedrale di Trondheim (in lingua norvegese Nidarosdomen, conosciuta in Italia anche come cattedrale di Nidaros), è la chiesa principale di Trondheim, sede della chiesa locale luterana e del vescovo primate della Chiesa di Norvegia. La diocesi di Nidaros, fondata nel 1152, nel XVI secolo abbracciò la Riforma. La Chiesa cattolico-romana soppresse quindi la sua antica arcidiocesi di Nidaros, che era stata anche a capo della provincia ecclesiastica norvegese. 
La cattedrale di Trondheim è in stile romanico-gotico. Essa è un'importante tappa per i pellegrini nel nord dell'Europa.

## Storia e descrizione

### Re Olav
La Cattedrale venne costruita nel luogo di sepoltura del re Olaf II di Norvegia, che fu ucciso nella battaglia di Stiklestad nel 1030, nell'attuale città di Trondheim, su un'isola cittadina del fiume Nidelven. Un anno e cinque giorni dopo la sua morte il re Olav fu nominato santo.

### Costruzione e restauri
I lavori per la costruzione della cattedrale di Trondheim iniziarono nel 1070 e finirono nel 1300 circa. Essa fu dedicata alla Trinità, anche se era popolarmente conosciuta col nome di Kristkirke. Nel 1327 e nel 1531 degli incendi danneggiarono gravemente la cattedrale, che fu poi ricostruita. La navata occidentale fu distrutta, ma non fu ricostruita durante i lavori di restauro dell'inizio del XX secolo. Nel 1708 un incendio fece cadere i muri della cattedrale di Trondheim. Nel 1719 fu ricostruita, ma fu distrutta successivamente da un altro incendio. L'ennesimo restauro della cattedrale iniziò nel 1869, sotto i lavori dell'architetto Heinrich Ernst Schirmer, ma quando questo abbandonò i lavori venne sostituito da Christian Christie. I lavori dell'ultimo restauro della cattedrale finirono nel 2001. Comunque, anche oggi si stanno facendo dei piccoli lavori di manutenzione.
È una delle due cattedrali norvegesi precedenti la Riforma (insieme alla cattedrale di Stavanger) ad essere sopravvissute visto che le altre (a Oslo, Hamar e Bergen) sono andate distrutte per incendi, guerra o modifiche urbanistiche.

## Gli organi
Nella cattedrale di Trondheim sono stati installati due grandi organi. L'organo più grande fu costruito nel 1930. Nel 1962, l'organo fu ricostruito e fu spostato nella navata occidentale. Negli anni 1993-1994, il vecchio organo barocco costruito da Johann Joachim Wagner tra il 1738 e il 1740 fu restaurato dall'organaro Jürgen Ahrend. Quest'organo è più piccolo del principale, ma è il più artistico.

## Incoronazioni
Le prime incoronazioni dei reali della Norvegia hanno avuto luogo a Bergen e a Oslo. La cattedrale di Trondheim fu luogo di incoronazioni solo dopo il 1400, ma la cosa cambiò quando la Norvegia si unì alla Danimarca. Quando la nazione fu indipendente nel 1814, le incoronazioni continuarono a svolgersi nella cattedrale. La legge del 1814 di Norvegia stabilì che l'unico luogo dove si incoroneranno i reali sarà la cattedrale di Trondheim. L'ultima incoronazione avvenuta nella cattedrale fu quella di Haakon VII di Norvegia il 22 giugno 1906. Due anni dopo una legge stabilì che le incoronazioni dovessero avere luogo a Oslo. Nel 2006 i reali norvegesi sono stati qui per un saluto al pubblico.

## Turismo
Oggi, la cattedrale è una delle maggiori attrazioni turistiche della città di Trondheim. Pellegrini e turisti da tutto il mondo visitano la cattedrale di Trondheim, che è considerata una delle chiese più importanti della Norvegia.
Nel grande complesso della cattedrale sono anche compresi il palazzo dell'Arcivescovo (antica sede di potere militare e politico-religioso della regione), un museo storico-archeologico, un museo di storia militare e la cripta di esposizione dei Gioielli della Corona norvegese.
Trondheim rimane comunque un punto di riferimento e pellegrinaggio anche per i cattolici che hanno costruito una loro cattedrale dedicata a Sant'Olav nelle vicinanze.

## Cori
- Coro della cattedrale di Trondheim
- Coro femminile
- Coro maschile
- Coro Schola Sancta Sunnivæ

## Curiosità
- La copertina dell'album De Mysteriis Dom Sathanas del gruppo black metal norvegese Mayhem, pubblicato nel 1994, mostra una foto monocromatica della cattedrale di Trondheim. La band aveva scelto l'immagine della cattedrale perché pensava che la chiesa fosse la più bella della Norvegia e il bassista della band, Varg Vikernes, in seguito arrestato, avrebbe pianificato di farla saltare in aria.[1]